# Fernando Velázquez
Fernando Velázquez Saiz, född 22 november 1976 i Getxo i Biscaya, norra Spanien, är en spansk kompositör inom konsert-, film- och TV-musik. Hans mest kända verk inkluderar soundtracken till Juan Antonio Bayonas tre filmer Barnhemmet, The Impossible och Sju minuter efter midnatt. För den sistnämnda av dessa filmer fick han ta emot ett Goyapris för bästa originalkomposition 2017.

## Originalsoundtracks (i urval)
- 2006 – Backwoods
- 2007 – Utan nåd
- 2007 – Barnhemmet
- 2010 – Julias ögon
- 2010 – Devil
- 2011 – Babycall
- 2012 – The Impossible
- 2012 – Uskyld
- 2013 – Mama
- 2013 – The Last Days
- 2013 – The Adventurer: The Curse of the Midas Box
- 2014 – Hercules: The Thracian Wars
- 2015 – Colonia
- 2015 – Crimson Peak
- 2016 – Pride and Prejudice and Zombies
- 2016 – Sju minuter efter midnatt
- 2016 – Den osynlige gästen
- 2016 – Ozzy
- 2017 – Den osynlige väktaren
- 2017 – Bläckis
- 2017 – Kärlek över haven
- 2017 – Marrowbone
- 2018 – The Laws of Thermodynamics
- 2018 – Under stormen
- 2018 – Diablero (TV-serie)
- 2019 – Ondskans arv
- 2019 – Tvillingmorden: Den vita stadens tystnad
- 2020 – Sergio
- 2020 – Offergåvan
- 2022 – Guds krokiga linjer
- 2022 – Mumier på äventyr
- 2022 – Filmberätterskan